# 辜婦媽廟
四協境開基辜婦媽廟，又稱辜孝婦廟，位於今日臺灣臺南府城，草創於清代雍正年間，奉祀節婦辜林氏、黃寶姑。

## 簡介
辜孝婦（尊稱為辜婦媽），即辜林氏，年僅二十歲嫁給夫婿辜湯純，兩人結婚不久，辜湯純就死去了，辜林氏一生守節，侍奉公婆甚孝，並將夫婿側室所生之二子納為己子，養至成人，受到鄰里讚揚。辜林氏過世後，地方官吏上奏朝廷，朝廷准許入祀節孝祠，並准許住家附近建廟，即今日辜婦媽廟。
後配祀烈婦黃寶姑，黃寶姑的未婚夫在戴潮春之亂中客死他鄉，黃寶姑的父母打算把寶姑改嫁他人，寶姑得知之後，不動聲色，到臺南法華寺拜佛後，投入寺前半月池自殺，當時的官紳甚為感動，奏請旌表，並將她配祀於此廟。
|                                      | 林氏，逸其名，臺灣縣治人，年二十適辜湯純，居東安坊。結褵未久，而湯純卒，無出，撫其妾兩子為己子，以至成人。事姑孝，宗黨稱之。沒後，有司疏請旌表。雍正五年，入祀節孝祠。里人念其德，建廟於所居附近，曰辜孝婦廟。其後以黃寶姑祔。 寶姑亦東安坊人，字邑人某，未嫁。某賈於嘉義，戴潮春之役，不得歸，遂客死。訃至，家人祕勿知。寶姑微聞之，起居如常。越數日凌晨，易衣出，至法華寺，稽首佛前，默祝親壽，乃自投於寺外半月池，屍浮水上，顏色如生。城中官紳多往弔，以旌其烈。 |
| ——連橫，《臺灣通史·卷卅五·辜湯純妻》 | |

2015年啟建乙未年三朝祈安建醮。

## 西竹圍土地廟
西竹圍土地廟原位於八協境內，廟因故被拆後，由鄰近四協境一名民眾撿回家供奉，後來被請到本廟奉祀。

## 外部連結
- 辜婦媽廟的Facebook專頁